# Gagnebina
Genre
Gagnebina est un genre de plantes à fleurs dicotylédones de la famille des Fabaceae, sous-famille des Mimosoideae, originaire de Madagascar et des îles de l'océan Indien, qui comprend six espèces acceptées.

## Étymologie
Le nom générique, « Gagnebina », est un hommage à Abraham Gagnebin (1707-1800), naturaliste suisse

## Liste d'espèces
Selon The Plant List (7 octobre 2018) :
- Gagnebina bakoliae Luckow & Du Puy
- Gagnebina commersoniana (Baill.) R.Vig.
- Gagnebina microcephala (Renvoize) Villiers
- Gagnebina myriophylla (Baker) G.P.Lewis & P.Guinet
- Gagnebina pervilleana (Baill.) G.P.Lewis & P.Guinet
- Gagnebina pterocarpa (Lam.) Baill.